# دهستان خاوومیرآباد
دهستان خاوومیرآباد نام دهستانی در بخش خاوومیرآباد شهرستان مریوان، استان کردستان در ایران است. براساس سرشماری مرکز آمار ایران در سال ۱۳۹۵، جمعیت آن ۱۰٬۸۸۸ نفر (۲٬۹۵۳ خانوار) بوده‌است.راه روستایی خاو و میرآباد در سال ۱۳۹۶ توسط شرکت آبراه سیروان زاگرس و به سرپرستی ((مهندس سامان قادری)) به بهره برداری رسید.